# Faitout Maouassa
Christ-Emmanuel Fait Maouassa (Villepinte, 6 juli 1998) is een Frans voetballer die doorgaans als linksback speelt. Hij verruilde AS Nancy in juli 2017 voor Stade Rennais.

## Clubcarrière
Maouassa verruilde in 2013 ASC RFC Argenteuil voor AS Nancy. Op 3 augustus 2015 debuteerde hij in de Ligue 2 tegen FC Tours. De verdediger viel na een uur in. Zijn eerste competitiedoelpunt volgde in zijn derde wedstrijd. Op 22 augustus 2015 maakte hij in de uitwedstrijd tegen Nîmes Olympique zijn eerste competitietreffer. In zijn debuutseizoen speelde Maouassa in totaal vier competitieduels. Sinds 2021 komt de Franse verdediger uit voor Club Brugge.

## Clubstatistieken
| Seizoen | Club              | Land               | Competitie         | Competitie | Competitie | Beker | Beker | Internationaal | Internationaal | Totaal | Totaal |
| Seizoen | Club              | Land               | Competitie         | Wed.       | Dlp.       | Wed.  | Dlp.  | Wed.           | Dlp.           | Wed.   | Dlp.   |
| ------- | ----------------- | ------------------ | ------------------ | ---------- | ---------- | ----- | ----- | -------------- | -------------- | ------ | ------ |
| 2015/16 | AS Nancy          | Vlag van Frankrijk | Ligue 2            | 4          | 1          | 1     | 0     | —              | —              | 5      | 1      |
| 2016/17 | AS Nancy          | Vlag van Frankrijk | Ligue 1            | 14         | 3          | 5     | 0     | —              | —              | 19     | 3      |
| 2017/18 | Stade Rennais     | Vlag van Frankrijk | Ligue 1            | 19         | 0          | 3     | 0     | —              | —              | 22     | 0      |
| 2018/19 | → Nîmes Olympique | Vlag van Frankrijk | Ligue 1            | 27         | 0          | 3     | 0     | —              | —              | 30     | 0      |
| 2019/20 | Stade Rennais     | Vlag van Frankrijk | Ligue 1            | 23         | 3          | 6     | 0     | 3              | 0              | 32     | 3      |
| 2020/21 | Stade Rennais     | Vlag van Frankrijk | Ligue 1            | 23         | 0          | 1     | 0     | 2              | 0              | 26     | 0      |
| 2021/22 | Club Brugge       | Vlag van België    | Jupiler Pro League | 7          | 0          | 1     | 0     | 1              | 0              | 9      | 0      |
| Totaal  | Totaal            | Totaal             | Totaal             | 117        | 7          | 20    | 0     | 6              | 0              | 143    | 7      |

## Interlandcarrière
In juli 2016 won Maouassa met Frankrijk –19 het Europees kampioenschap voor spelers onder 19 jaar in Duitsland. In de finale werd Italië –19 met 4–0 verslagen.

## Erelijst
| Landskampioen België | 1x | 2021/22 |